# Сосновский район (Ленинградская область)
Сосно́вский райо́н (до 1948 года — Раутовский) — административно-территориальная единица в составе РСФСР, существовавшая в Ленинградской области в 1948—1960 годах.
Административный центр — посёлок Сосново.

## История
16 мая 1940 года на части территории, перешедшей к СССР от Финляндии в результате Советско-финской войны, был образован Раутовский район с центром в п. Рауту в составе Ленинградской области.
1 октября 1948 года Раутовский район был переименован в Сосновский район.
9 декабря 1960 года Сосновский район был упразднён, 4 сельсовета вошли в состав Приозерского района, 3 сельсовета в состав Рощинского района.

## Административное деление
16 ноября 1940 года после образования Раутовский район был разделен на 11 сельсоветов. В 1950 году Климовский сельсовет был разукрупнен на 3 сельсовета — Климовский, Красноозерный и Красносельский.
С 1950 по 1954 год в Сосновский район входило 13 сельсоветов:
- Борисовский
- Гражданский
- Денисовский
- Климовский
- Коробицынский
- Краснодонский
- Красноозерный
- Красносельский
- Макеевский
- Мичуринский
- Новожиловский
- Петровский
- Сосновский

15 июня 1954 года было произведено укрупнение сельсоветов: Мичуринский, Краснодонский и Коробицынский объединены в Мичуринский сельсовет; Сосновский и Новожиловский – в Сосновский.
5 октября 1956 года Гражданский и Денисовский сельсоветы объединены в Запорожский сельсовет.
28 октября 1960 года Климовский, Красноозерный и Красносельский сельсоветы были объединены в Правдинский сельсовет, Макеевский сельсовет переименован в Коробицынский.